# Valentinijan II.
Valentinijan II. (latinsko Flavivs Valentinianvs Avgvstvs) je bil rimski cesar, ki je vladal od leta 375 do 392, * 371, Milano, Italija, † 15. maj 392, Vienne, Galija.

## Otroštvo in prihod na prestol (371-375)
Flavij Valentinijan je bil sin cesarja Valentinijana I. in njegove druge žene Justine. Bil je polbrat Valentinijanovega drugega sina Gracijana, ki je bil od leta 367 očetov socesar. Imel je sestre Galo, Grato in Justo. Valentinijan I. je leta 375 na vojnem pohodu v Panoniji umrl. Ker se niti Gracijan, ki je bil takrat v Trierju, niti njegov stric Valens, ki je bil cesar na Vzhodu, nista posvetovala s svojima poveljnikoma armad o nasledstvu, so generali 22. novembra 375 za očetovega naslednika in avgusta razglasili njegovega komaj štiriletnega sina Valentinijana. Glavni razlog za njegovo imenovanje je bilo mnenje armade in njenega frankovskega poveljnika Merobavda, da Gracijan nima dovolj vojaških sposobnosti, Valentinijan pa kot otrok ne bo mogel takoj prevzeti vojaškega poveljstva. 

## Vladanje iz Milana (375-387)
Gracijan se je moral ukloniti svojim generalom, ki so podprli njegovo polbrata, in svojo vladavino omejiti na Galijo, Hispanijo in Veliko Britanijo, medtem ko je v Italiji, delu Ilirika in Afriki vladal Valentinijan. Leta 378 je bil njun stric Valens v Odrinu ubit v boju z Goti, zato je Gracijan pozval generala Teodozija, da kot cesar vlada na Vzhodu. 
Valentinijan je bil kot otrok pod velikim vplivom svoje arijanske matere, cesarice Justine, in cesarskega dvora v Milanu, po drugi strani pa se je za vpliv nanj potegoval milanski škof Ambrož. Justina se je na vso moč trudila, da bi se njen mladi sin uprl nicejski stranki, katero je zastopal Ambrož.  
Ambrož je leta 385 s podporo milanskega prebivalstva zavrnil cesarjevo zahtevo, naj preda Porcjsko baziliko v uporabo arijanskim vojakom. Leta 386 sta Justina in Valentinijan sprejela arijanskega škofa Avksencija in ponovno zahtevala od Ambroža, da cerkev preda arijanom. Ambrož in njegova kongregacija so se zaprli  v cerkev in cesarjev ukaz je bil preklican. Njegovo drugoverstvo je proti njemu izkoristil uzurpator Magn Maksim, ki se je leta 383 v Britaniji razglasil za rimskega cesarja, nasprotoval pa mu je tudi njegov morebitni zaveznik Teodozij.
Valentinijan je poskušal ustaviti pustošenje poganskih templjev v Rimu. Poganski senatorji pod vodstvom rimskega prefekta Avrelija Simaha, spodbujeni z njegovo politiko, so zato leta 384 s peticijo zahtevali obnovo oltarja Zmage v zgradbi rimskega senata, katerega je odstranil Gracijan leta 384. Valentinijan je zaradi Ambroževega vztrajanja njihovo zahtevo zavrnil in s tem zavrnil običaje in obrede poganskega Rima, na katere se je pozival Simah. 
Valentinijanov dvor se je z Ambroževim posredovanjem za nekaj časa spravil z Magnom Maksimom in Teodozij je Valetinijana priznal za svojega socesarja na Zahodu. Leta 386 ali 387 je Maksim preko Alp vdrl v dolino Pada in ogrozil Milano. Maksimijan in Justina sta pobegnila k Teodoziju v Solun in se z njim dogovorila, da ga bo Teodozij ponovno vzpostavil njegovo oblast na Zahodu. Dogovor so utrdili s Teodozijevo poroko z Valentinijanovo sestro Galo. Teodozijeva vojska je leta 388 je v bitki pri Savi premagala Magna Maksima.  
Teodozij je kljub temu, da je za cesarja imenoval oba svoja sinova, Arkadija leta 383 in Honorija leta 393, ostal zvest Valentinijanski dinastiji.

## Vladanje iz Vienne (388–392)
Po Maksimovem porazu je Teodozij ostal v Milanu do leta 391. Valentinijan in njegov dvor so bili nastanjeni v Viennu v Galiji, ki je bil daleč od vpliva milanskega škofa Ambroža. Justina je okoli leta 391 umrla. 
Teodozij je na ključne državne položaje na Zahodu imenoval svoje ljudi in koval novce, na katerih je oznanjal svoje skrbništvo nad Valentinijanom. Za poveljnika armade (magister militum) zahodnih provinc, razen Afrike, in Valentinijanovega varuha je imenoval Franka Arbogasta, ki je bil podrejen izključno Teodoziju. Medtem, ko se je Arbogast uspešno vojskoval na Renu, je mladi cesar ostal v Viennu, kar kaže na njegovo podrejenost, saj je njegov brat Gracijan v tej starosti že spremljal svojega očeta na vojnih pohodih. Arbogastova dominacija nad mladim cesarjem je bila precejšnja. V cesarjevi prisotnosti je celo umoril njegovega prijatelja Harmonija, osumljenega jemanja podkupnine.
Kriza je dosegla vrhunec, ko je Arbogast Valentinijanu prepovedal, da bi vodil pohod galske armade v Italijo, kjer naj bi zaustavila pritisk barbarov. Valentinijan je Arbogasta odpustil, slednji pa se za njegov ukaz ni zmenil in javno trdil, da ga ne more odpustiti, ker ga na ta položaj ni imenoval. Valentinijan se je zaradi njegovega upiranja pritožil Teodoziju in Ambrožu. Izrecno se je odrekel svojemu arijanstvu in povabil Ambroža v Vienne, da ga krsti.
15. maja 392 so našli Valentinijana obešenega v njegovi rezidenci v Viennu. Arbogast je trdil, da je naredil samomor. Zosim je na začetku 6. stoletja v Konstantinoplu zapisal, da ga je Arbogast umoril, čeprav so v antičnih virih mnenja o njegovi smrti deljena. Edini zahodni vir o Valentinijanovi smrti iz tistega obdobja je Ambrožev slavospev De obitu Valentiniani consolatio. Slavospev je glede cesarjeve smrti dvoumen, kar ne preseneča, saj ga je Ambrož predstavil kot zgled krščanske kreposti. Samomor, in ne umor, bi v tem ključnem vprašanju pomenil škofovo hinavščino.
Valentinijana so prepeljali v Milano, kjer ga je ob objokovanju sester Juste in Grate pokopal škof Ambrož. Položili so ga v porfirnat sarkofag poleg brata Gracijana, najverjetneje v kapeli Sant'Aquilino ob milanski baziliki svetega Lovrenca.
Arbogast je, navidezno presenečen zaradi smrti svojega nekdanjega varovanca, sprva priznal Teodozijevega sina Arkadija za cesarja Zahoda. Po treh mesecih, v katerih ni imel s Teodozijem nobenih stikov, je za cesarja razglasil državnega uradnika Evgenija. Teodozij je Evgenijevo oblast na začetku prenašal, januarja 393 pa je za avgusta in Valentinijanovega naslednika imenoval svojega osemletnega sina Honorija. Izbruhnila je državljanska vojna, v kateri je Teodozij porazil Evgenija in Arbogasta.

## Zapuščina
Zdi se, da Valentinijan sam ni imel avtoritete, pač pa je bil figura močnejših interesnih skupin: njegove matere, njegovih socesarjev in močnih generalov. Od krize tretjega stoletja dalje so  v cesarstvu vladali močni generali v razmerah, ki jih je formaliziral Dioklecijan z uvedbo sistema kolektivnega vodenja (tetrarhija). Valentinijan I. je poleg tega, da je bil vojak, tudi ponovno vzpostavil prakso dednega nasledstva. Očitna pomanjkljivost teh dveh nasprotujočih si zahtev se je pokazala za časa vladavine Valentinijana II., otroka. Njegova vladavina je bil znanilec petega stoletja, ko so v cesarstvu vladali otroci ali slabiči pod nadzorom močnih generalov in državnih uradnikov.

## Vira
- B. Croke (1976), Arbogast and the Death of Valentinian II, Historia, 25, 2.
- J. Curran (1998), From Jovian to Theodosius, The Cambridge Ancient History, XIII: the Late Empire AD 337–425, Cambridge University Press.

| Valentinijan II. Valentinijanska dinastija Rojen: 371 Umrl: 15. maj 392 | |                                                       |
| Vladarski nazivi                                                        | |                                                       |
| Predhodnik: Valentinijan I.                                             | Cesar Rimskega cesarstva 371–392 Služboval ob: Valensu, Gracijanu in Teodoziju, kasnejšemu cesarju Teodoziju I. | Naslednik: Teodozij I.                                |
| Politične funkcije                                                      | |                                                       |
| Predhodnik: Gracijan, Flavij Ekvit                                      | Rimski konzul 376 z Valensom                                                                                    | Naslednik: Gracijan, Merobavd                         |
| Predhodnik: Gracijan, Merobavd                                          | Rimski konzul 378 z Valensom                                                                                    | Naslednik: Avsonij, Kvint Klodij Hermogenijan Olibrij |
| Predhodnik: Honorij, Flavij Evodij                                      | Rimski konzul 387 z Evtropijem                                                                                  | Naslednik: Magn Maksim, Teodozij I., Matern Kinegij   |
| Predhodnik: Timazij, Promot                                             | Rimski konzul 390 z Neoterijem                                                                                  | Naslednik: Evtolmij Tacijan, Kvint Avrelij Simah      |